# كينت هال
كينت هال (بالإنجليزية: Kent Hull)‏ هو مدير فني أمريكي، ولد في 13 يناير 1961 في بونتوتوك في الولايات المتحدة، وتوفي في 18 أكتوبر 2011 في غرينوود في الولايات المتحدة بسبب مرض الكبد.

## وصلات خارجية
- كينت هال على موقع مرجع كرة القدم المحترفة.كوم (الإنجليزية)
- كينت هال على موقع قاعة ميسيسيبي للمشاهير الرياضية (الإنجليزية)